# 1866 في إيطاليا
فيما يلي قوائم الأحداث التي وقعت خلال عام 1866 في إيطاليا.

## أحداث
- 24 يونيو – معركة كستوزا

## مواليد

### فبراير
- 25 فبراير – بينيدتو كروتشه

### مارس
- 19 مارس – إميليو دي بونو

### أبريل
- 1 أبريل – فيراتشيو بوزوني

### أغسطس
- 13 أغسطس – جيوفاني أنييلي

### ديسمبر
- 8 ديسمبر – لويجي بونجيوفاني سياسي إيطالي.

## وفيات

### يناير
- 14 يناير – جوفاني غوسوني (مواليد 1787) عالم نبات إيطالي.

### مارس
- 24 مارس – ماريا أماليا من نابولي وصقلية (مواليد 1782)